# Banderas (estación)
La estación intermedia Banderas hace parte del sistema de transporte masivo de Bogotá llamado TransMilenio, el cual fue inaugurado en el año 2000.

## Ubicación
La estación se encuentra ubicada en el suroccidente de la ciudad, más específicamente en la Avenida de Las Américas entre carreras 75 y 78G. Cuenta con varios puntos de acceso: el principal que es a través de un puente peatonal ubicado sobre la Carrera 78G, otro que consiste en una entrada sencilla, al costado norte sobre la Carrera 78A, y el último que es del mismo estilo, se ubica en el costado sur sobre la Carrera 78B.  
Atiende la demanda de los barrios Mandalay, Kennedy Central, Occidental, Las Dos Avenidas y sus alrededores.
En las cercanías están el Monumento a las Banderas, el almacén Metro Cencosud Banderas, el Distrito Militar 3 (Kennedy), el Gimnasio Militar Fuerza Aérea Colombiana, el Centro Educativo San Luis, el Colegio Mandalay, el Liceo Piñeros Cortés, la Parroquia Jesús Amor Misericordioso y el Conjunto Residencial Parque de los Ángeles.

## Origen del nombre
La estación recibe su nombre del Monumento a las Banderas, construido en el año de 1948.

## Historia
Entre los años 2003 y 2004 fue inaugurada la Troncal de las Américas desde la estación Distrito Grafiti, hasta la estación Transversal 86 con esta estación, la cual no contaba aún con servicios alimentadores, los cuales empezarían a operar a principios de 2004.
Esta estación cuenta con un amplio cicloparqueadero, siendo además la primera estación del sistema que contó con este servicio.
Es una de las estaciones más conocidas del sistema y debido a su gran tamaño, tiene apariencia de Portal. El diseño de la parte central de la estación fue replicado en estaciones de otros sistemas de transporte masivo como el Metrobús de la Ciudad de México.
Cuenta con dos puentes peatonales, uno por el cual se accede a la estación y uno interno que permite a los pasajeros pasar de la parte central de la estación (en el centro de la Avenida), a las bahías laterales cubiertas donde se encuentran los alimentadores. Este diseño constituye el nuevo estándar para las futuras estaciones intermedias del sistema.

## Servicios de la estación

### Servicios troncales
| Ruta fácil                                      |         | 5   | 5           |     |     |
| Expresos todos los días todo el día             | A60 E32 | J23 | F23 F32 F60 |     |     |
| Expresos lunes a sábado todo el día             | B28 C19 | M51 | F28 F51     |     |     |
| Expresos lunes a sábado hora pico de la mañana  | B26     |     |             |     |     |
| Expresos lunes a sábado hora pico de la tarde   |         |     | F26         |     |     |
| Expresos lunes a viernes hora pico de la mañana | A61     |     |             |     |     |
| Expresos lunes a viernes hora pico de la tarde  |         |     | F61         |     |     |
| Rutas que finalizan recorrido                   |         |     |             |     |     |
| Expresos lunes a sábado todo el día             | F19     | F19 | F19         | F19 | F19 |

### Esquema
| Diagonal 6B |                       |                       |        |              |              |
| Puente      | 8.3 8.5F423F424       | Llegada Alimentadores | Puente |              |              |
| Puente      | ← Occidente           | ← Occidente           | Puente | ← Occidente  | ← Occidente  |
| Puente      | 5F51F61               | F28F32                | Puente | F23F60       | F19F26       |
| Puente      | Plataforma 4          | Plataforma 3          | Puente | Plataforma 2 | Plataforma 1 |
| Puente      | 5A60A61               | B28E32                | Puente | J23M51       | B26C19       |
| Puente      | Oriente →             | Oriente →             | Puente | Oriente →    | Oriente →    |
| Puente      | Llegada Alimentadores | 8.6 8.2 8.1 8.4F425   | Puente |              |              |
| Diagonal 6B |                       |                       |        |              |              |

### Servicios alimentadores
Así mismo funcionan las siguientes rutas alimentadoras:
Plataforma Sur (Zona Kennedy)
- 8.1 circular al sector de Kennedy Central.
- 8.2 circular al sector de Kennedy Hospital.
- 8.4 circular al sector de Corabastos.
- 8.6 circular al barrio Timiza.

Plataforma Norte (Zona Tintal - Zona Franca)
- 8.3 circular al barrio Castilla.
- 8.5 circular al sector de la Biblioteca El Tintal.

### Servicios urbanos
Así mismo funcionan las siguientes rutas urbanas:
Plataforma Sur (Zona Kennedy)
- F425 circular al barrio Timiza

Plataforma Norte (Zona Tintal - Zona Franca)
- F423 circular al barrio Favidi (Hora AM)
- F424 circular al barrio Favidi (Hora PM)

Así mismo funcionan las siguientes rutas urbanas del SITP en los costados externos a la estación, circulando por los carriles de tráfico mixto sobre la Avenida de Las Américas, con posibilidad de trasbordo usando la tarjeta TuLlave:
| Código | Sector              | Dirección             | Rutas                                                                         |
| ------ | ------------------- | --------------------- | ----------------------------------------------------------------------------- |
| 092A08 | F Br. Mandalay      | Av. Américas - KR 73C | A507A532B918H408K527L519 593 T40                                              |
| 058A07 | F Estación Banderas | Av. Américas - KR 78A | C401F402F407F408F409F918G507G519G527G532 99 166 191 544A 593 607A 731 T40 T62 |

## Ubicación geográfica
| Noroeste: Kennedy       | Norte: K Normandía                         | Nordeste: Kennedy |
| Oeste: F Transversal 86 |                                            | Este: F Mandalay  |
| Suroeste: Kennedy       | Sur: G C.C. Paseo Villa del Río - Madelena | Sureste: Kennedy  |